# ماري ميتشيل أوكونور
ماري ميتشيل أوكونور (بالإنجليزية: Mary Mitchell O'Connor)‏ (و. 1959  م) هي سياسية أيرلندية، هي عضوةٌ فاين جايل.

## مناصب
تولت منصب وزير الأشغال والمشاريع والابتكار ‏ (6 مايو 2016–14 يونيو 2017)
- نائب دييل (منذ 10 مارس 2016)[4]
- نائب دييل (9 مارس 2011–3 فبراير 2016)[4]

.

## التعليم
تعلمت في Carysfort College ‏
.